# Josefine Rybrink
Solveig Josefine Kristina Rybrink (19 gennaio 1998) è una calciatrice svedese, difensore del Tottenham e della nazionale svedese.

## Carriera

### Club
Rybrink cresce con la famiglia a Kungsbacka, dimostrando già da giovanissima una passione per il calcio, iniziando a formarsi calcisticamente all'Onsala BK, club dell'omonima cittadina del comune di Kungsbacka, per trasferirsi nel 2015 al Kungsbacka DFF neopromosso in Elitettan.
Qui rimane per tre stagioni, giocando prevalentemente da titolare, dove matura 66 presenze in campionato e ottiene come migliore risultato per la sua squadra, due quinti posti nei campionati 2016 e 2017.
Nel 2018 si trasferisce al Kristianstads DFF, avendo così l'occasione di giocare nel massimo livello del campionato svedese di categoria, la Damallsvenskan. Nelle quattro stagioni nelle quali veste la maglia del club di Kristianstad, Rybrink si mette in luce nel suo prevalente ruolo di difensore centrale, diventando nelle ultime stagioni un punto di riferimento della squadra, acquisendo anche il ruolo di capitano e guadagnandosi, nel febbraio 2021, un posto in nazionale maggiore. Nel suo ultimo campionato, grazie al terzo posto ottenuto riesce a garantire l'accesso alla prima UEFA Women's Champions League per la squadra, nella stagione 2022-2023.
Per la stagione 2022 tuttavia farà già il suo debutto nella Champions League femminile dopo la firma di un contratto triennale con l'Häcken. Alla scadenza del contratto con l'Häcken, si è trasferita al Tottenham, militante nella Women's Super League inglese, esordendo in campionato a inizio febbraio 2025.

### Nazionale
Rybrink inizia ad essere convocata dalla Federcalcio svedese dal 2013, inizialmente per indossare la maglia della formazione under 15, per lei due presenze in amichevole prima di passare, un anno più tardi a quella under 16 con la quale disputa la Nordic Cup.
Sempre nel 2014 arriva la prima convocazione in under 17, inserita in rosa con la squadra che affronta le qualificazioni all'Europeo di Islanda 2015 e condividendo con le compagne il percorso che vede la sua nazionale passare il primo turno ma fallire l'accesso alla fase finale.
Dal 2015 è in rosa con la formazione under 19, con la quale disputa le qualificazioni all'Europeo di Slovacchia 2016 senza riuscire ad accedere alla fase finale. Rimasta in quota anche per le successive qualificazioni all'Europeo di Irlanda del Nord 2017 bissa con le compagne la delusione di una seconda esclusione alla fase finale.
Nel frattempo, grazie al primo posto ottenuto all'Europeo U-19 di Israele 2015, la Svezia ottiene il diritto di partecipare con una squadra under 20 al Mondiale di Papua Nuova Guinea 2016. Inserita in rosa dalla coppia di tecnici federali Calle Barrling e Anneli Andersen, dopo averla testata in un paio di amichevoli viene impiegata nel torneo solo in una occasione, nella sconfitta per 2-0 con la Corea del Nord, primo incontro delle svedesi nel gruppo A della fase a gironi. La squadra poi, con una vittoria, un pareggio e una sconfitta, pur a pari punti con il Brasile viene eliminata già in questa fase a causa di una peggiore differenza reti.
A parte un'unica presenza con l'Under-18 nel 2016, dal 2018 Rybrink accede alla maggiore delle formazioni giovanili, la under 23, con la quale disputa alcuni tornei non ufficiali e sigla la sua prima rete con la maglia della sua nazionale il 25 novembre 2021, l'unico gol della vittoria per 1-0 con le pari età dell'Italia. della formazione U-23 indossa anche la fascia di capitano.
Sempre del 2018 è anche la sua prima convocazione in nazionale maggiore, chiamata dal commissario tecnico Peter Gerhardsson per l'amichevole del 4 ottobre con la squadra di club del Djurgården, per poi essere utilizzata, sempre in amichevole, tra febbraio e aprile 2021 con le nazionali di Austria, vittoria per 6-1, dove fa il suo esordio anche la sua futura compagna di squadra Johanna Rytting Kaneryd, e Polonia, vittoria per 4-2. Gerhardsson la inserisce in rosa anche per l'edizione 2022 dell'Algarve Cup.